# Stromatiodes brunneus
Stromatiodes brunneus är en skalbaggsart som beskrevs av Thomson 1878. Stromatiodes brunneus ingår i släktet Stromatiodes och familjen långhorningar. Inga underarter finns listade i Catalogue of Life.